# Làm trắng da

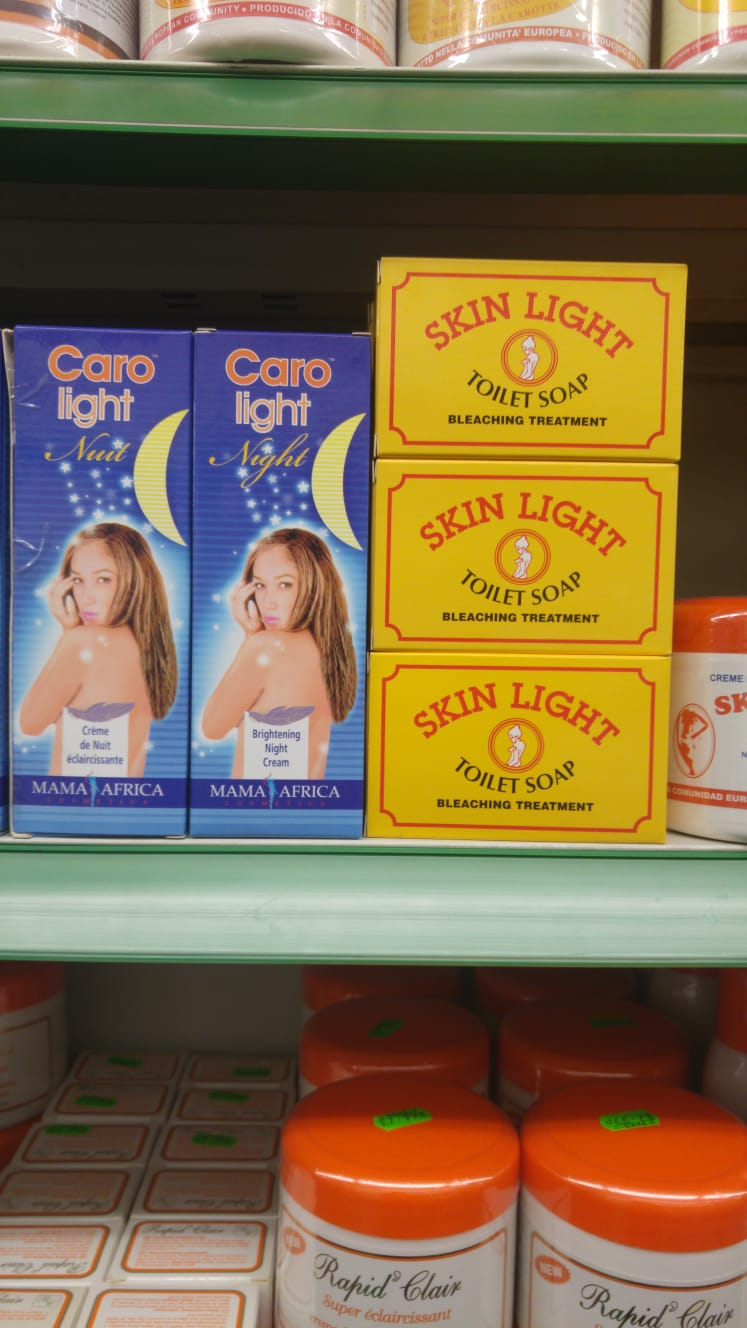
Một sản phẩm làm trắng da

Làm trắng da là hoạt động sử dụng các chất, hỗn hợp hoặc liệu pháp vật lý để làm sáng màu da. Các phương pháp dưỡng trắng da thực hiện bằng cách làm giảm hàm lượng melanin trên da. Nhiều tác nhân đã được chứng minh có hiệu quả trong dưỡng trắng da; một số ảnh hưởng lợi (ví dụ: chất chống oxy hóa, chất dinh dưỡng hoặc làm giảm nguy cơ mắc một số loại ung thư); một số đem đến rủi ro đáng kể cho sức khoẻ (ví dụ như những chất có chứa thủy ngân). Đây là thuật ngữ thay thế thuật ngữ "dưỡng trắng" có thể dùng các thuật ngữ "dưỡng sáng", "dưỡng tươi sáng", "khử sắc tố" và "tẩy trắng" (không nhầm với tẩy trắng da). Vùng da đặc biệt có độ sắc tố cao bất thường như đốm lentigo, nốt ruồi và vết bớt có thể được phân tách ra để phù hợp với vùng da xung quanh. Trong trường hợp bạch biến, da không bị tổn thương có thể dưỡng sáng để đạt được vẻ ngoài đồng đều hơn.